# Portugalejo
Portugalejo es una pedanía de Canillas de Aceituno, en Málaga, Andalucía. Tiene 12 habitantes y está comunicada por la carretera A-7205.

## Geografía
Portugalejo está ubicado en la comarca de la Axarquía, en la Provincia de Málaga. Está en la ladera de la parte baja de la Maroma, y cerca se encuentran el Río Bermuza, el Río Guaro y el Arroyo de la Bodeguilla. Sus coordenadas son: 36°51'02.4"N 4°07'49.2"W.

## Demografía
La población de Portugalejo en 2016 era de 12 habitantes. En los últimos años, el pueblo ha sufrido una gran decaída en su población.
| Gráfica de evolución demográfica de Portugalejo entre 2000 y 2016           |
|                                                                             |
| Fuente: Cifras Oficiales de Población - Revisión del Padrón Municipal (INE) |